# Ros Kungsomrach
Bản mẫu:Cambodian name
Ros Kungsomrach (tiếng Khmer: រស់ គង់សំរ៉េច sinh ngày 21 tháng 1 năm 1996) là một cầu thủ bóng đá người Campuchia thi đấu ở vị trí hậu vệ cho Preah Khan Reach Svay Rieng và Đội tuyển bóng đá quốc gia Campuchia.

## Sự nghiệp quốc tế
Anh có màn ra mắt trong trận giao hữu trước Đội tuyển bóng đá quốc gia Hồng Kông vào ngày 6 tháng 10 năm 2016